# اچ‌ام‌سی‌اس هایدا (جی۶۳)
اچ‌ام‌سی‌اس هایدا (جی۶۳) (به انگلیسی: HMCS Haida (G63)) یک کشتی بود که طول آن ۳۷۷ فوت (۱۱۴٫۹ متر) بود. این کشتی در سال ۱۹۴۲ ساخته شد.